# Happiness Continues: A Jonas Brothers Concert Film
Happiness Continues: A Jonas Brothers Concert Film es un concierto documental estadounidense lanzado por Prime Video el 24 de abril de 2020 a nivel mundial. Da un vistazo exclusivo a la vida de los Jonas Brothers tras bambalinas de su gira Happiness Begins Tour. Filmado entre Estados Unidos y México muestra escenas tomadas durante los shows, registra además las reacciones de los fanáticos y el regreso de los hermanos a los escenarios tras su separación en 2013.

## Lista de canciones
1. Rollercoaster
2. Cool
3. S.O.S.
4. Only Human
5. Fly with me
6. Lovebug
7. Used to be
8. Hesitate
9. Runaway
10. 5 more minutes
11. Hello beautiful
12. Can’t have you
13. Gotta find you
14. BB Good
15. Just friends
16. Shelf
17. Jealous
18. Cake by the ocean
19. Comeback
20. When you look me in the eyes
21. I believe
22. Year 3000
23. Burnin' Up
24. Sucker
25. X (feat Karol G) canción de créditos